# رابرت جروچ
رابرت جروچ (به انگلیسی: Robert Geroch) (زادهٔ ۱ ژوئن ۱۹۴۲ در اکران، اوهایو، ایالات متحده آمریکا) یک فیزیکدان نظری و استاد دانشگاه شیکاگو است. وی در زمینه نسبیت عام و فیزیک ریاضی کارهای برجسته ای انجام داده است و کاربرد نظریه رده ها در ریاضیات و فیزیک را بهبود داده است. او همچنین استاد راهنمای دوره پی‌اچ‌دی اَبهِی اَشتِکار بود.
جروچ مدرک پی‌اچ‌دی خود را از دانشگاه پرینستون در سال ۱۹۶۷ تحت راهنمایی جان ویلر دریافت نمود.

## کتابها
- جروچ، آر. (۱۹۸۱). نسبیت عام از A تا B. انتشارات دانشگاه شیکاگو. شابک ۰-۲۲۶-۲۸۸۶۳-۳.
- جروچ، آر. (۱۹۸۵). فیزیک ریاضی (درسهایی در فیزیک). انتشارات دانشگاه شیکاگو. شابک ۰-۲۲۶-۲۸۸۶۲-۵.
- جروچ، آر. (۲۰۰۹). دیدگاههایی در محاسبه. انتشارات دانشگاه شیکاگو. شابک ۰-۲۲۶-۲۸۸۵۵-۲.

## یادداشتهای منتشر نشده
- عناوین ویژه در فیزیک ذرات، دوره‌های درسی دانشگاه شیکاگو، ۱۹۷۳−۷۴.
- مکانیک کوانتومی هندسی دوره‌های درسی دانشگاه شیکاگو، ۱۹۷۴.
- پیشنهادهایی در مورد سخنرانی کردن, یادداشتهایی در مورد سخنرانی علمی، ۱۹۷۳. قابل دسترسی در : arXiv:gr-qc/9703019